# Gansus
Gansus é um gênero extinto de aves aquáticas do grupo Ornithuromorpha que viveram durante o Cretáceo Inferior num território que hoje é parte da República Popular da China. As camadas de rocha na qual os fósseis foram recuperados são datadas em 120 milhões de anos.